# Église Saint-Vincent de Nangy
Pour les articles homonymes, voir Église Saint-Vincent.
L'église Saint-Vincent de Nangy est une église catholique française, située dans le département de la Haute-Savoie, dans la commune de Nangy.

## Historique
L'église fut édifiée en 1466, selon une inscription gothique située à l'arrière du bâtiment, par le curé Vidal. Elle a été remaniée au cours des siècles suivants.
En 1522, elle possède un simple décor. Le clocher, visible de tout le village, est élevé après la Révolution.
Une restauration de l'édifice est entreprise en 2018.

## Description
L'intérieur de l'église est aménagé dans un ton néogothique. On y trouve un autel de marbre avec une statue en bois de Saint Vincent. On y trouve également un Christ, saint Joseph et saint François de Sales.
Le clocher est surmonté d'un clocheton néoclassique. Il abrite deux cloches. La grande, baptisée « Marie Sophie Philiberte » et appelée plus communément « Philiberte » sonne le la  3, pèse 420 kg » ; une cloche du village voisin d'Arthaz porte curieusement le même nom. La petite, baptisée « Marie Françoise » et dénommée plus communément « Marie », sonne le do  4 et pèse 243 kg ; c'est elle qui sonne l'Angelus. Elles datent toutes les deux de 1865 et ont été fondues par les frères Beauquis de Quintal.